# Lasse Günther
Lasse Günther (* 21. März 2003 in München) ist ein deutscher Fußballspieler. Er steht seit dem 1. Juli 2025 bei der SV Elversberg unter Vertrag.

## Karriere

### Vereine
Günther erlernte das Fußballspielen beim FC Augsburg, wo er in der Jugend ausgebildet wurde. Von dort wechselte er 2016 im Alter von 13 Jahren in die Nachwuchsabteilung des FC Bayern. In der Saison 2018/19 kam er für die Münchner in der B-Junioren Bundesliga Süd/Südwest zum Einsatz. Sein Debüt gab er am 11. August 2018 beim 3:1-Sieg gegen die B-Junioren des SV Wehen Wiesbaden. Gegen den SSV Ulm gelang ihm beim 6:0-Erfolg am 22. September sein erster Treffer in der B-Junioren Bundesliga. Im gleichen Jahr kam er ebenfalls in der A-Junioren-Bundesliga zum Einsatz. Sein Debüt gab er beim 3:1-Sieg am 5. Mai 2019 gegen die A-Junioren Eintracht Frankfurts. Am 17. August gelang ihm gegen den 1. FC Kaiserslautern sein erstes Tor in der A-Junioren Bundesliga.
Zur Saison 2019/20 kam er für den FC Bayern in der UEFA Youth League zum Einsatz. Sein Debüt gab er am 18. September 2019 gegen Roter Stern Belgrad am 1. Spieltag. Gegen Tottenham Hotspur gelang ihm in der Gruppenphase am 2. Spieltag beim 4:1-Sieg sein erstes Tor. Er scheiterte mit Bayern im Achtelfinale mit 7:8 nach Elfmeterschießen gegen Dinamo Zagreb. 
Am 10. April 2021 gab Günther sein Profi-Debüt in der 3. Liga. Beim 2:2 gegen den FC Ingolstadt 04 wurde er in der 61. Minute für Nicolas Kühn eingewechselt. Insgesamt kam er in der abgelaufenen Drittligasaison auf fünf Pflichtspiele.
Zur Saison 2021/22 wechselte Günther ablösefrei zu seinem Jugendklub FC Augsburg und unterschrieb bei den Fuggerstädtern einen Vertrag bis 2025. Er kam auf 5 Bundesligaeinsätze und wurde zudem 10-mal in der zweiten Mannschaft in der viertklassigen Regionalliga Bayern eingesetzt. Dort spielte er zeitweise auch als Linksverteidiger.
Im August 2022 wurde Günther bis zum Ende der Saison 2022/23 an den Zweitligisten SSV Jahn Regensburg ausgeliehen. Zur Saison 2023/24 wurde er erneut verliehen, diesmal zum Zweitligaaufsteiger SV Wehen Wiesbaden. In der darauffolgenden Saison 2024/25 spielte Günther leihweise für den Zweitligisten Karlsruher SC. Im Anschluss besaß der KSC eine Kaufoption, die nicht gezogen wurde.
Zur Saison 2025/26 schloss sich Günther der SV Elversberg an.

### Nationalmannschaft
Günther kam bereits für die U16-, U17- und U18-Nationalmannschaft zum Einsatz. Sein Debüt für die U16 gab er am 5. September 2018 beim 3:2-Sieg über die Auswahl Zyperns. Gegen die Tschechische Juniorenauswahl gelangen ihm beim 7:0 Kantersieg im gleichen Jahr seine ersten beiden Länderspieltore. Er wurde ebenfalls in der U17-Nationalmannschaft eingesetzt, für die er bei seinem Debüt beim 3:3 im Freundschaftsspiel gegen England ebenfalls ein Tor erzielte. Im Jahr 2020 kam er zu seinem Debüt in der U18-Nationalmannschaft bei der 1:3-Niederlage gegen die U18-Nationalmannschaft Dänemarks. Für die U20-Nationalmannschaft debütierte er am 22. März 2023 in Manchester bei der 0:2-Niederlage im Freundschaftsspiel gegen die U20-Nationalmannschaft Englands.

## Erfolge
- Meister der B-Junioren-Bundesliga Süd/Südwest: 2019